# TentuPlay
텐투플레이(TentuPlay)는 대한민국의 회사 센티언스에서 만든 인게임 CRM 서비스의 브랜드명이다. 이 서비스는 게임사가 게임 출시 후 데이터 분석과 게임 개선 업무를 별도의 개발/배포 없이 빠르게 성과를 낼 수 있도록 도와준다. 텐투플레이는 행동경제학을 기반으로 한 AI를 통해 게임 속 사용자들의 성향을 분류하고 각 사용자들에게 특화된 구매제안 메시지를 자동으로 생성하여 게임의 Life Time Value를 높여주는 모델로 시작되었다. 2018년 넷마블 몬스터 프로젝트를 시작으로 여러 게임사의 프로젝트를 거치며 게임사가 직접 원하는 데이터를 쉽게 찾아 시각화하고 사용자를 그룹핑하여 원하는 메시지를 손쉽게 보낼 수 있는 인게임 CRM 서비스로 성장하였다. 포켓게이머 모바일 게임 어워드 2021의 베스트 툴 부문에서 한국 기업으로는 유일하게 수상 후보로 선정되기도 하였다.